# Thieves Holm
Thieves Holm är en ö i Storbritannien.   Den ligger i kommunen Orkneyöarna och riksdelen Skottland, i den norra delen av landet, 800 km norr om huvudstaden London.
Namnet, Thieves Holm, sägs härstamma ifrån landsförvisning av tjuvar och häxor där.